# Aperçus désagréables
Aperçus désagréables est un recueil de trois pièces pour piano à quatre mains d'Erik Satie, composé en 1908 et 1912.

## Présentation
À l'époque de l'écriture des Aperçus désagréables, Satie sort de plusieurs années d'étude, particulièrement du contrepoint avec Albert Roussel, à la Schola Cantorum. Les deux derniers mouvements de l’œuvre datent de 1908, et sont complétés en 1912 par une Pastorale en ouverture du recueil.
La partition est publiée en 1913 par Eugène Demets.

## Structure
Le cahier, d'une durée moyenne d'exécution de quatre minutes environ, comprend trois mouvements :
1. Pastorale — Assez lent
2. Choral — Large de vue
3. Fugue — Non vite

## Analyse
Si Alfred Cortot déplore la « recherche laborieuse et [l']étroit parti pris scholastique » de l'œuvre, la musicologue Adélaïde de Place loue la simplicité de la Pastorale d'ouverture, au thème « très lié et mélancolique », reconnaît un Choral central « un peu sévère », mais encense la Fugue finale, « pleine de noblesse, [qui] s'impose comme une pièce de grande qualité ».
Pierre-Daniel Templier est du même avis, soulignant la « belle allure » de ce dernier mouvement.

## Discographie
- Tout Satie ! Erik Satie Complete Edition[5], CD 5, Aldo Ciccolini et Gabriel Tacchino (piano), Erato 0825646047963, 2015.
- Satie: Complete Music for Piano Four Hands, Sandra et Jeroen van Veen (piano), Brilliant Classics 9129, 2009.

### Ouvrages généraux
- Adélaïde de Place, « Erik Satie », dans François-René Tranchefort (dir.), Guide de la musique de piano et de clavecin, Paris, Fayard, coll. « Les Indispensables de la musique », 1987, 867 p. (ISBN 978-2-213-01639-9, OCLC 17967083), p. 631.
- Guy Sacre, La musique pour piano : dictionnaire des compositeurs et des œuvres, vol. II (J-Z), Paris, Robert Laffont, coll. « Bouquins », 1998, 2998 p. (ISBN 978-2-221-08566-0).

### Monographies
- Vincent Lajoinie, Erik Satie, Lausanne, Éditions L'Âge d'Homme, 1985, 443 p. (ISBN 978-2-8251-3228-9, lire en ligne).
- (en) Robert Orledge, Satie the composer, New York, Cambridge University Press, coll. « Music in the 20th Century », 1990, 394 p. (ISBN 978-0-521-35037-2, lire en ligne).
- Anne Rey, Satie, Paris, Éditions du Seuil, coll. « Solfèges », 1974, rééd. 1995, 192 p. (ISBN 978-2-02-023487-0 et 2-02-023487-4).
- Pierre-Daniel Templier, Erik Satie, Paris, Éditions Rieder, coll. « Maîtres de la musique ancienne et moderne » (no 12), 1932 (lire en ligne).